# 斯楞额尔德尼
斯楞额尔德尼（1591年—1626年），又作策凌额尔德尼洪台吉，蒙古族，鄂尔多斯济农。

## 生平
斯楞额尔德尼是博硕克图的长子，生于1591年。1626年，斯楞额尔德尼袭任鄂尔多斯济农，同年，他在位六个月逝世，其弟额璘臣继位。